# Гришина, Мария Фёдоровна
Мария Фёдоровна Гришина (1923—?) — советская работница сельского хозяйства, Герой Социалистического Труда.

## Биография
Родилась 10 апреля 1923 года.
Работала бригадиром виноградарей совхоза-завода «Таврия», Херсонская область, Украинская ССР.
При среднегодовой урожайности винограда в виносовхозе 55 центнеров с гектара бригада, возглавляемая М. Ф. Гришиной, добилась 83,5 центнеров. В канун XXI съезда КПСС труженики колхозного и совхозного производства СССР активно включились в движение за коммунистическое отношение к труду. Одной из первых высокого звания коллектива коммунистического труда добилась бригада № 1, возглавляемая Героем Социалистического Труда М. Ф. Гришиной.
Была членом КПСС. Избиралась депутатом Верховного Совета Украинской ССР VI-го созыва (1963—1967), депутатом городского совета.

## Награды и звания
- Герой Социалистического Труда (26.02.1958, за высокие урожаи винограда).[4]
- Награждена орденом Ленина, а также другими орденами и медалями, включая награды ВДНХ СССР.
- Почётный гражданин города Новая Каховка.